# Медникова, Мария Борисовна
Мари́я Бори́совна Ме́дникова (род. 24 ноября 1963, Москва) — российский антрополог, ведущий научный сотрудник Отдела теории и методики Института археологии РАН, доктор исторических наук, лауреат премии имени Н. Н. Миклухо-Маклая (2005).

## Биография
В 1986 году окончила биологический факультет МГУ по кафедре антропологии, в 1991 году — аспирантуру там же (научный руководитель академик Т. И. Алексеева).
С 1991 года работает в Институте археологии РАН пройдя путь от старшего лаборанта до ведущего научного сотрудника.
В 1993 году защитила диссертацию на соискание учёной степени кандидата исторических наук по теме «Антропология древнего населения Южной Сибири по данным посткраниального скелета (в связи с проблемами палеоэкологии)». В 2002 году защитила диссертацию на соискание учёной степени доктора исторических наук по теме «Трепанации у древних народов Евразии как исторический источник».
С 2005 года осуществляет руководство аспирантами ИА РАН; в 2006—2013 годах — профессор Московского государственного психолого-педагогического университета (курс лекций «Антропология»).

## Научная деятельность
Научные интересы: биоархеологические реконструкции по данным антропологии, морфология человека, эволюционная антропология, манипуляции с человеческим телом в древности.
Член Европейской ассоциации археологов (1999—2000); член Российского отделения Европейской антропологической ассоциации (с 1991) и Российского общества историков медицины (1999—2002); член Европейского общества по изучению эволюции человека (ESHE); член Международной палеопатологической ассоциации (с 1994), член Общества американских археологов (с 2008 года); член Археологического института Америки (2010).
Входит в состав редколлегии журнала «Вестник Московского университета». Серия 23. (с 2008), периодического издания «OPUS: междисциплинарные исследования в археологии» (с 2000).
Член оргкомитетов международных конференций: «Сунгирский семинар» (Англия, 2004); «Экология и демография человека в прошлом и настоящем» (Москва, 2004); «Адаптация как фактор формирования антропологического своеобразия древнего и современного населения Евразии (памяти академика РАН Т. И. Алексеевой)» (Москва, 2008).
Автор около 320 научных публикаций.

### Монографии
- Медникова М. Б. Древние скотоводы Южной Сибири: палеоэкологическая реконструкция по данным антропологии / Институт археологии РАН. — М.: ИА РАН, 1995. — 216 с. — 400 экз.
- Медникова М. Б. Трепанации у древних народов Евразии / Отв. ред.: Т. И. Алексеева. — М.: Научный мир, 2001. — 304, [16] с. — ISBN 5-89176-162-9.
- Медникова М. Б. Трепанации в древнем мире и культ головы. — М.: Алетейа, 2004. — 208 с. — (Vita memoriae). — 2000 экз. — ISBN 5-98639-002-4.
- Медникова М. Б. Неизгладимые знаки: Татуировка как исторический источник. — М.: Языки славянской культуры, 2007. — 216 с. — (Studia naturalia). — ISBN 5-9551-0211-6.
- Медникова М. Б. Посткраниальная морфология и таксономия представителей рода Homo из пещеры Окладникова на Алтае. — Новосибирск, 2011.

## Награды
- 2005 — Премия имени Н. Н. Миклухо-Маклая РАН: за монографию «Трепанация у древних народов Евразии»